# Cárter

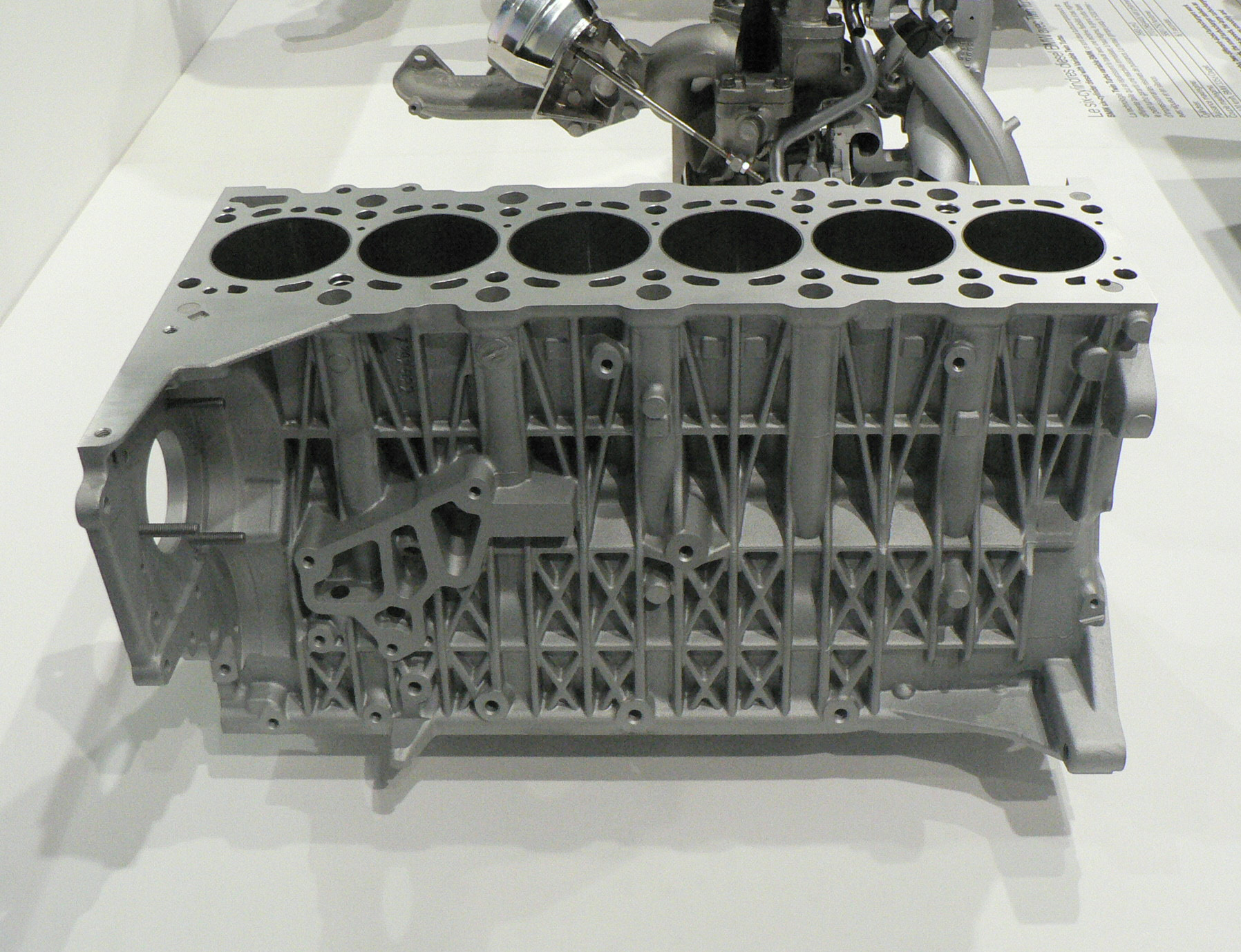
Um molde do bloco do motor de 6 cilindros BMW.

O cárter é um recipiente metálico que protege e assegura a lubrificação de certos mecanismos.
Deve o seu nome ao engenheiro inglês J. Harrison Carter (1816–1896), que o propôs durante uma exposição das bicicletas Sunbeam em 1889, vindo a ser adaptado pela marca a partir de 1897.

## Cárter do motor
O cárter envolve a parte inferior do motor alojando a cambota (virabrequim) e protegendo as partes móveis de objetos estranhos. Tem funções diferentes consoante o tipo de motor em que esteja aplicado.

Motor a dois tempos

### Motores a dois tempos
Num motor a dois tempos o cárter está selado pois, com a subida do pistão, tem que se criar um vácuo que leve à entrada de nova quantidade de mistura ar/combustível. Quando o pistão sobe, a mistura passa da zona do cárter para o cilindro.
Distintamente dos motores a quatro tempos o óleo do motor não está no cárter,  sendo misturado com o combustível e o ar proporcionando assim a lubrificação das partes móveis.

### Motores a quatro tempos
O cárter assegura a lubrificação das partes móveis do motor e protege a cambota e bielas das agressões do exterior. O chamado cárter superior é fundido juntamente com o bloco do motor e nele se encontram os apoios da cambota.
O cárter inferior é uma espécie de tabuleiro no qual cai o óleo de lubrificação que é espalhado nas áreas móveis do motor.

#### Cárter úmido
Este tipo de cárter, o mais frequente em veículos de série, tem uma dimensão adequada (quatro a seis litros) para conter todo o óleo de lubrificação. Na sua superfície inferior possui uma tampa de rosca através da qual é possível esvaziar todo o seu conteúdo.
O óleo aqui armazenado é colocado em circulação através da bomba de óleo que o espalha nas zonas móveis do motor. Dos cilindros e dos apoios da cambota cai novamente para o cárter e volta a ser disperso num ciclo sucessivo.

##### Nível do óleo
No seu nível máximo o óleo do cárter não atinge a cambota pois, se o fizesse, a elevada rotação desta provocaria um "borbulhar", que, em última instância, dificultaria a ação da bomba de óleo e poderia provocar sérios danos ao veículo.
Quando o óleo está num nível reduzido, e no caso de curvas a alta velocidade ou travagens bruscas, o óleo pode-se deslocar ao longo do cárter por ação da força centrífuga ou da inércia deixando as entradas dos tubos de aspiração para a bomba de óleo descobertas impedindo esta de o fazer chegar aos locais adequados e podendo provocar graves danos ao motor.

#### Cárter seco
No sistema de cárter seco o óleo é armazenado num reservatório exterior sendo aspirado do cárter (que assim pode ter uma dimensão bem menor pois não tem que armazenar o óleo) para esse depósito. Neste sistema há duas bombas de óleo: uma que aspira o óleo do cárter para o reservatório exterior e outra que o coloca em circulação para as zonas adequadas.
Apesar de mais dispendioso, mais pesado e mais complexo, este sistema apresenta algumas vantagens, nomeadamente, face ao menor volume do cárter, permitir colocar o bloco motor numa posição mais próxima do solo diminuindo assim o centro de gravidade da viatura e melhorando a estabilidade aerodinâmica. O depósito exterior pode conter um maior volume de óleo, uma pressão mais estabilizada e sistemas adicionais de arrefecimento do óleo. A ausência de mistura com gases do motor pode ainda significar melhorias na disponibilidade de potência do motor.
Este tipo de cárter é mais frequente nos motores dos veículos de competição.

### Ventilação do cárter
Durante o funcionamento do motor, uma pequena quantidade de combustível não consumido na deflagração no cilindro bem como gases de escape podem atravessar os segmentos dos pistões e chegar ao cárter.
Se estes gases se mantiverem e condensarem no interior do cárter provocarão a diluição do óleo e diminuindo assim as suas propriedades lubrificantes. A presença de água pode ainda provocar a oxidação de algumas das peças do motor.
Para contrariar esta situação há um sistema de ventilação do cárter que lhe fornece ar fresco do filtro de ar e que sai, atravessando uma válvula especial colocada no próprio cárter, para o colector de admissão. Este, estando a uma menor pressão do que o cárter, tem um efeito de sucção sobre os gases presentes impedindo a sua concentração.
Motores antigos ou danificados podem gerar fugas significativas de vapores através dos segmentos dos pistões para o cárter, fugas essas que o sistema de escoamento do ar não consiga aspirar. Em consequência pode haver perda de potência e ser necessário retificar o motor.

## Cárter da distribuição
As correntes e engrenagens do sistema de distribuição do motor, que assegura a transmissão do movimento da cambota à árvore de cames quando está situada à cabeça e a outros mecanismos estão protegidas por uma tampa metálica chamada cárter de distribuição.